# HU-331
HU-331 (3R,4R-pbenzoquinona-3-hidroxi-2-p-menta-(1,8)-dien-3-il-5-pentil) és una quinona anticancerosa que prové del cannabidiol, un cannabinoides, provinents de Cannabis sativa. Mostrà una gran eficàcia contra les cèl·lules oncogèniques humanes. HU-331 no causa detenció en el cicle cel·lular, apoptosi cel·lular ni activació de la caspasa. HU-331 inhibeix la DNA topoisomerasa II fins i tot en concentracions nanomolars, però ha mostrat un efecte insignificant sobre l'acció de la DNA topoisomerasa I. La quinona cannabinoide HU-331 és un gran inhibidor específic de la topoisomerasa II, comparat amb la majoria de quinones anticanceroses conegudes. El desenvolupament de compost quinoides que produeixin una activitat antineoplàsia però que siguin menys tòxics és un dels objectius terapèutics principals en aquests estudis.

## Actuació
Els inhibidors de les topoisomerases es poden actuar a dos nivells diferent. Primer inhibint la topoisomerasa, que estabilitzen el complex de la topoisomerasa-DNA i així introdueixen ruptures de fils de DNA que condueixen a l'apoptosi, i després inhibint l'activitat catalítica de la topoisomerasa, que dificulti l'activitat d'aquests enzims sense introduir ruptures a les cadenes de DNA. HU-331 pareix ésser un inhibidor catalític de la topoisomerasa II, probablement mitjançant la lligadura a la proteïna enzimàtica. Aquesta molècula no causa danys al DNA i protegeix les cèl·lules dels danys naturals, o induïts per altres inhibidors de la topoisomerasa II que actuen com a inhibidors de la topoisomerasa. Fins i tot, quan el 60% de les cèl·lules diana resulten mortes pel tractament amb HU-331, el seu contingut de DNA roman sense danyar, amb menys ruptures que les cadenes del DNA control.
La doxorubicina, com altres quinones anticanceroses, s'ha emprat per la quimioteràpia dels càncers humans des de fa molts anys. El mecanisme d'acció d'aquestes drogues ha estat subjecte de considerable controvèrsia, ja que les drogues quimioterapèutiques exerceixen el seu efecte citotòxic a les cèl·lules diana mitjançant mecanismes inespecífics. La doxorubicina danya el DNA mitjançant la intercalació, la generació d'espècies reactives d'oxigen i la inhibició de la DNA topoisomerasa I i II. Indueix a la ruptura de les cadenes del DNA simple i doble. La proteïna associada amb aquestes ruptures és la topoisomerasa II, i el dany al DNA és catalitzat per aquest enzim. Així, mentre que la doxorubicina i altres antraquinones actuen mitjançant nombrosos mecanismes, com l'apoptosi, l'abrogació del cicle cel·lular, l'activació de les caspases, la generació d'espècies reactives de l'oxigen, la inhibició de les dues topoisomerases, l'activació de segons missatgers intracel·lulars, etc., HU-331 és més activa i menys tòxica, ja que no genera espècies reactives d'oxigen en el cor i té una activitat específica que li dona un gran potencial per desenvolupar-se com una nova droga anticancerosa, segons Kogan et al.
Els cannabinoides poden actuar com a composts anticancerosos causant la mort a diverses cèl·lules oncogèniques seguit de la interacció directa amb els receptors de cannabinoide. El creixement del glioma és inhibit per una activació selectiva del receptor CB2 cannabinoid i els cannabinoides anandamides endogens inhibeixen la proliferació de les cèl·lules participants en el càncer de pulmó. L'efecte antitumoral de l'HU-331 no sembla, encara que estigui mediat per un receptor cannabinoide, conegut perquè antagonistes dels receptors dels cannabinoides no inhibeixen l'HU-331. L'HU-331 exerceix un efecte antiangiogènic acompanyat d'apoptosi de les cèl·lules endotelials. Encara que en alguns estudis l'HU-331 no ha causat la mort de les cèl·lules oncogèniques per apoptosi. La conclusió que no conduís les cèl·lules a l'apoptosi està basada en el fet que el tractament amb la droga no va incrementar la proporció de cèl·lues amb contingut de DNA a la fase sub-G1 i no han obtingut l'expressió de la caspasa-3 en les cèl·lules canceroses.